# 1897 a vasúti közlekedésben
Ez a szócikk a 1897-ben történt vasúti eseményeket mutatja be.

## Események Magyarországon
- Július 10. – Megindul a villamosközlekedés Miskolcon.
- Augusztus 28. - Hatályba lép a MÁV beruházásairól szóló XXX. törvénycikk, amely 246 millió korona hitelt biztosít a Budapest–Marchegg, Kelenföld–Győr és Szolnok–Cegléd között a második vágány felépítésére, fahidak cseréjére és állomásbővítésre.[1]